# Chippanchickchick
Chippanchickchick, pleme ili banda američkih Indijanaca čija jezična pripadnost nije točno utvrđena, činučkog ili šahaptinskog porijekla, naseljeni 1812. na rijeci Columbia u okrugu Klickitat u Washingtonu, nasuprot The Dallesa. Njihov broj procijenjen je na oko 600. 
Stuart ih (u Nouv. Ann. Voy., XII, 26, 1821.), spominje kao Tchipan-Tchick-Tchick.